# Phổ Khánh
Phổ Khánh là một xã thuộc thị xã Đức Phổ, tỉnh Quảng Ngãi, Việt Nam.

## Địa lý
Xã Phổ Khánh nằm ở phía nam thị xã Đức Phổ, có vị trí địa lý:
- Phía đông giáp Biển Đông
- Phía tây giáp xã Phổ Cường
- Phía nam giáp phường Phổ Thạnh và tỉnh Bình Định
- Phía bắc giáp phường Phổ Vinh.

Xã Phổ Khánh có diện tích 55,60 km², dân số năm 2005 là 14.066 người, mật độ dân số đạt 253 người/km².

## Lịch sử
Sau năm 1945, Phổ Khánh là một xã thuộc huyện Đức Phổ.
Từ năm 1954 đến năm 1958, chính quyền Sài Gòn chia xã Phổ Khánh thành xã Phổ Hiệp và xã Phổ Trung thuộc quận Đức Phổ. Chính quyền cách mạng vẫn gọi xã Phổ Trung là xã Phổ Khánh như cũ.
Sau năm 1975, xã Phổ Khánh (gồm cả địa bàn xã Phổ Hiệp đã tách ra trước đó) thuộc huyện Đức Phổ.
Ngày 1 tháng 2 năm 2020, thành lập thị xã Đức Phổ trên cơ sở toàn bộ diện tích và dân số của huyện Đức Phổ, xã Phổ Khánh thuộc huyện Đức Phổ.